# Tao Sidžu
Tao Sidžu (poenostavljena kitajščina: 陶驷驹; tradicionalna kitajščina: 陶駟駒; pinjin: Táo Sìjū), kitajski politik, * april 1935, Džingdžjang, Džjangsu, Kitajska † 18. april 2016, Peking, Ljudska republika Kitajska.
Med letoma 1990 in 1998 je bil minister za javno varnost Ljudske republike Kitajske.
Bil je tudi član 14. in 15. centralnega komiteja Komunistične partije Kitajske.